# Hiroshi Hirakawa
Hiroshi Hirakawa (Prefettura di Kanagawa, 10 gennaio 1965) è un ex calciatore giapponese, di ruolo difensore.